# Yuri Borisovich Agapov
Yuri Borisovich Agapov (tiếng Nga: Юрий Борисович Агапов; sinh ngày 27 tháng 6 năm 1980) là một cựu cầu thủ bóng đá người Nga.

## Sự nghiệp câu lạc bộ
Agapov đã chơi 3 mùa giải ở Giải bóng đá quốc gia Nga cho FC Fakel Voronezh và FC Oryol. Anh cũng chơi ở Giải bóng đá ngoại hạng Kazakhstan cho FC Shakhter Karagandy và FC Irtysh Pavlodar.